# Transports Bernis
 (avril 2025).
Motif : Pas de sources
- Archive Wikiwix
- Bing
- Cairn
- DuckDuckGo
- E. Universalis
- Gallica
- Google
- G. Books
- G. News
- G. Scholar
- Persée
- Qwant
- (zh) Baidu
- (ru) Yandex
- (wd) trouver des œuvres sur Wikidata

| 1. | Préciser le motif de la pose du bandeau. | Précisez le motif de la pose du bandeau en utilisant la syntaxe suivante : {{admissibilité à vérifier\|date=avril 2025\|motif=remplacez ce texte par le motif}}                        |
| 2. | Informer les utilisateurs concernés.     | Pensez à avertir le créateur de l'article, par exemple, en insérant le code ci-dessous sur sa page de discussion : {{subst:avertissement admissibilité à vérifier\|Transports Bernis}} |

Pour les articles homonymes, voir Bernis.

Bernis fait partie du groupe Geodis

Bernis est une entreprise de transport en fret et en messagerie dont le siège social se situe à Limoges et possédant plusieurs autres sites comme Angoulême, Bourges, Brive, Châteauroux, Guéret, Périgueux, Dissay (Chaveneau Bernis) et Poitiers.
La société fait partie du groupe Geodis, auquel elle est intégrée.
Son réseau est souvent complété par celui de France Express.